# Edmond Malinvaud

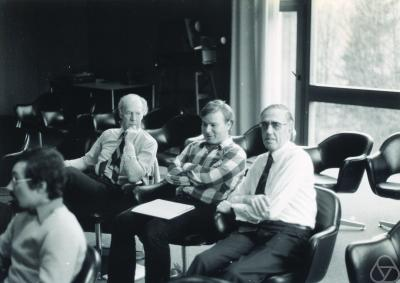
Gérard Debreu (links), Yves Balasko (Mitte) und Edmond Malinvaud (rechts)

Edmond Camille Malinvaud (* 25. April 1923 in Limoges; † 7. März 2015 in Paris) war ein französischer Ökonom.

## Leben
Edmond Malinvaud wurde als Sohn des Anwalts Auguste Malinvaud und dessen Frau Andrée, geb. Ballet geboren. Er besuchte das Gay-Lussac-Gymnasium in Limoges und das Lycée du Parc in Lyon. Anschließend studierte er Volkswirtschaftslehre, Mathematik und Statistik in Paris an der École polytechnique (Diplom 1946) und an der École nationale de la statistique et de l’administration économique (ENSAE) (Diplom 1948). Dann ging er an das Institut national de la statistique et des études économiques (INSEE), dessen Generalinspektor er von 1966 bis 1974 und dessen Generaldirektor er von 1974 bis 1987 war. Von 1950 bis 1951 ermöglichte ihm die Rockefeller-Stiftung einen Aufenthalt in der Cowles Commission for Research in Economics an der University of Chicago. Von 1957 bis 1993 war er Studiendirektor an der École des Hautes Études en Sciences Sociales und 1962 bis 1966 Direktor der ENSAE. Gastprofessuren führten ihn 1961 und 1967 an die University of California, Berkeley und 1969 bis 1972 an die Sorbonne. Von 1972 bis 1974 war er Direktor der Vorhersageabteilung des französischen Wirtschafts- und Finanzministeriums. Nachdem er 1987 von der INSEE verabschiedet worden war, war er von 1988 bis 1993 Professor für Wirtschaftsanalyse am Collège de France.
Malinvaud ist seit dem 13. September 1952 mit Elisabeth Compagnon verheiratet und hat die Töchter Cécile und Catherine.

## Wirken
Malinvaud arbeitet „auf dem Gebiet der mathematischen und angewandten Mikro- und Makrotheorie, der Ökonometrie und Statistik in Verbindung mit der praktisch-politischen Umsetzung in leitender Position auf höchster Ebene. Seine bahnbrechenden Leistungen zur Synthese von Keynesianismus und Neoklassik, zur Erklärung von Arbeitslosigkeit bei starren Preisen, zur Entwicklung der Ungleichgewichtstheorie und zu statistisch-ökonometrischen Schätzmethoden sind ebenso hervorzuheben wie sein stetes Bemühen um die realitätsbezogene Anwendung seiner wissenschaftlichen Erkenntnisse.“

## Preise
- 1958 Goldene Bourdin-Ehrenmedaille (Société de statistique de Paris)
- 1968 Silberne Medaille (Centre national de la recherche scientifique)
- 1970 Léon Faucher-Preis (Académie des sciences morales et politiques)
- 1983 Georges Pompidou-Preis (Haut comité de la langue française)
- 1992 Paolo Baffi International Prize in Economics (San Paolo, Torino)
- 1993 Preis der Grammaticakis-Neumann-Stiftung (Académie des sciences morales et politiques)
- 1995 Horst-Recktenwald-Preis

## Ehrungen und Auszeichnungen
- Komturkreuz des Ordre national du Lion (Senegal, 1975)
- Kommandeur der Ehrenlegion (1986)
- Nationaler Orden der Elfenbeinküste (1987)
- Komtur des Ordre des Palmes Académiques (1989)
- Großes Bundesverdienstkreuz (28. April 1989)[3]
- Ordre national du Mérite (1993)
- Ehrendoktorwürden
  - Universität Basel
  - Université catholique de Louvain
  - Universität Helsinki
  - Universität Genf
  - Universität Montreal
  - Universität Lausanne
  - Universität La Sapienza
  - Katholische Universität vom Heiligen Herzen, Mailand
  - Johann Wolfgang Goethe-Universität Frankfurt am Main
  - Universidade Nova de Lisboa
  - Nationale und Kapodistrias-Universität Athen
  - Universität Santiago de Compostela
  - Rheinische Friedrich-Wilhelms-Universität Bonn
  - Universität Bielefeld

## Mitgliedschaften
- 1963 Präsident der Sociéte internationale d’économétrie
- 1967 wurde Malinvaud in die American Academy of Arts and Sciences gewählt.[4]
- 1971–1973 Vizepräsident und 1974 Präsident der Société de statistique de Paris
- 1972–1988 Mitglied im Generalrat der Banque de France
- 1974–1977 Präsident der Association internationale des sciences économiques
- 1979–1981 Präsident des Institut international de statistique
- 1984–1986 Vizepräsident und 1986–1987 Präsident der Association française de science économique
- 1988 Präsident der Association Économique Européenne
- 1988 Mitglied der Academia Europaea[5]
- 1994–2004 Präsident der Académie pontificale des sciences sociales
- 1969 Auslandsmitglied der American Academy of Arts and Sciences
- 1973 Auslandsmitglied der British Academy
- 1976 Auslandsmitglied der Finnischen Akademie der Wissenschaften
- 1977 Auslandsmitglied der National Academy of Sciences
- 1989 Auslandsmitglied der Königlichen Akademie der Wissenschaften und Schönen Künste von Belgien
- 1994 Korrespondierendes Mitglied der Académie des sciences
- 2001 Mitglied der Académie des technologies

## Werke

### Veröffentlichungen
Malinvaud veröffentlichte mehr als 300 Artikel, darunter:
- Capital Accumulation and Efficient Allocation of Ressources. In: Econometrica. Band 21, April 1953, S. 233–266.
- Aggregation Problems in Input-Output models. In: T. Barna (Hrsg.): The Structural Interdependence of thw Economy. John Wiley, New York 1954, S. 188–202.
- L’agrégation dans les modèles économiques. In: Cahiers du Seminaire d'Economitrie. Nr. 4, CNRS, Paris 1956, S. 69–146 (englische Übersetzung in: Ricerche Econimiche. Band 47, 1993).
- Programmes d’expansion et taux d’intérêt. In: Econometrica. Band 27, April 1959, S. 215.
- Decentralized procedures for planning. In: E. Malinvaud und M.O.L. Bacharach (Hg.): Activity analysis in the theory of growth and planning. MacMillan, London 1967, S. 170–208.
- Décisions en face de l’aléatoire et situation certaine approximativement équivalente. In: Cahiers du seminaire d’economitrie. Nr. 11, CNRS, Paris 1969, S. 37–50.
- First-order certainty equivalence. In: Econometrica. Band 37, Oktober 1969, S. 706–718.
- The consistency of nonlinear regression. In: The Annals of Mathematical Statistics. Band 41, Nr. 3, Juni 1970, S. 959–969.
- The allocation of individual risks in large markets. In: Journal of Econometric Theory. Band 4, Nr. 2, April 1972, S. 312–328.
- A planning approach to the public good problem. In: Swedish Journal of Economics. März 1971, S. 96–112.
- Wages and unemployment. In: Economic Journal. Band 92, März 1982, S. 1–12, französische Fassung in: P. Michel und P.-Y. Henin (Hg.): Croissance et accumulation en disequilibre, Economica, Paris 1982, S. 287–302.
- La science économique aujourd’hui'. In: Revue économique et sociale. Januar 1984
- Reflecting on the Theory of Capital and Growth. In: Oxford Economic Papers. Band 38, 1986, S. 367–385.
- Capital productif, incertitudes et profitabilite. In: Annales d'Economie et de Statistique. Nr. 5, Januar–März 1987.
- The Challenge of Macroeconomic Understanding. In: Quarterly Review. Banca Nazionale del Lavoro. Nr. 162, 1987, S. 219–238.
- The ET Interview. Professor Edmond Malinvaud. In: Econometric Theory. Band 3, 1987, S. 273–295.
- Propos de circonstances sur les orientations de la discipline économique. In: Annales – Economies, sociétés, civilisations. Nr. 1, 1990, S. 115–121.
- A medium term employment equilibrum. In: W. Barnett et al. (Hg.): Equilibrum Theory and Applications. Cambridge University Press, Cambridge 1991, S. 319–337.

### Bücher
- Initiation à la comptabilité nationale. Presses Universitaires de France, Paris 1957
- Méthodes statistiques de l’économétrie. Dunod, Paris 1964 (englisch als: Statistical Methods of Economics. North Holland, Amsterdam 1966)
- Leçons de théorie micro-économique. Dunod, Paris 1969 (englisch als: Lectures on Microeconomic Theory. North Holland, Amsterdam 1972)
- mit Jean-Jacques Carré und Paul Dubois: La Croissance Française. Seuil, Paris 1972 (englisch als: French economic growth. Univ. Press [u. a.], Stanford, California 1976)
- The Theory of Unemployment Reconsidered. Blackwell, Oxford 1977, ISBN 0-631-17350-1 (französisch als: Réexamen de la théorie du chômage. Calmann Lévy, Paris 1980, ISBN 2-7021-0369-3)
- Profitability and unemployment. Cambridge University Press, Cambridge 1980, ISBN 0-521-22999-5
- Théorie Macroéconomique. Dunod, Paris 1981 und 1982, ISBN 2-04-011446-7 und ISBN 2-04-015401-9 (englisch als: Macroeconomic theory. Elsevier, Amsterdam [u. a.] 1998–2000, ISBN 0-444-88497-1)
- Essais sur la théorie du chômage. Calmann-Lévy, Paris 1983, ISBN 2-7021-1268-4
- Mass Unemployment. Basil Blackwell, Oxford 1984, ISBN 0-631-13704-1
- Sur les statistiques de l’emploi et du chômage. La Documentation Française, Paris 1986, ISBN 2-11-001693-0
- Voies de la recherche macroéconomique. Odile Jacob, Paris 1991, ISBN 2-7381-0113-5
- Equilibre général dans les économies de marché. Economica, Paris 1993, ISBN 2-7178-2430-8
- Diagnosing Unemployment. Cambridge University Press, Cambridge 1994, ISBN 0-521-44533-7
- La fonction „statistique et études économiques“ dans les services de l'État. Documentation Française, Paris 1997, ISBN 2-11-003793-8